# Denis Henri Ponchon
Denis Henri Ponchon, né le 9 août 1879 à Roubaix et mort 15 décembre 1948 à Paris, est un artiste peintre français.

## Biographie
Denis Henri Ponchon est le fils de Denis Ernest Ponchon, employé aux tramways, et d'Octavie Marie Coussement.
Peintre décorateur à vingt ans, il est dispensé du service militaire selon l'article no 23 (ouvrier d'art) et expose au Salon dès 1908. En 1914, il habite Tourcoing.
Lorsque la Première Guerre mondiale est déclarée, il est mobilisé. Nommé sergent en octobre 1914, il est blessé par un éclat d'obus en juin 1915 à Hébuterne. Ne pouvant marcher correctement, il est renvoyé dans ses foyers, mais il rejoint la capitale. Il est cité à l'ordre du régiment (no 146 du 17 juin 1915) et décoré de la croix de guerre.
À Paris, il étudie auprès de Fernand Cormon.
En 1916, il épouse à Paris Claire Suzanne Rebondy, et le peintre Jean-Joseph Weerts est témoin du mariage.
Il obtient une mention honorable en 1920, une médaille d'argent en 1924 et le prix Rosa Bonheur en 1937.
Il meurt à son domicile de la rue Alain-Chartier en décembre 1948, à l'âge de 69 ans. Il est inhumé au cimetière communal de Clamart.